# Slazenger

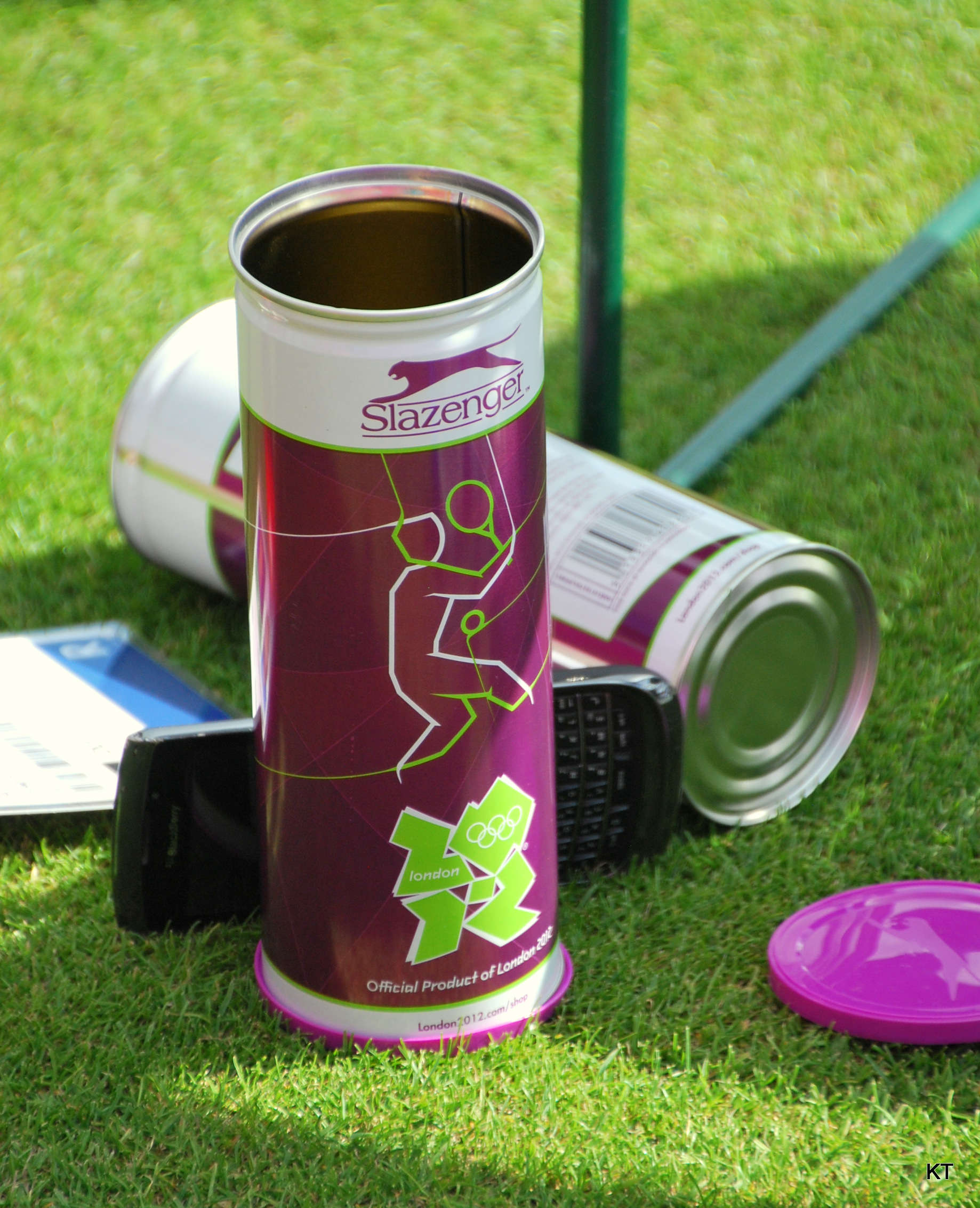
Tenisové míče Slazenger byly použity na Londýnských olympijských hrách 2012

Slazenger je britská značka sportovního oblečení a potřeb, především tenisových a kriketových. Založena byla v roce 1881 a patří tak k nejstarším značkám. Její produkty byly používány především hráči kriketu jako byl sir Don Bradman, sir Garfield Sobers, sir Viv Richards, sir Len Hutton, Denis Compton, Rohan Kanhai, Mark Waugh či Geoffrey Boycott.
Od roku 1902 je oficiálním dodavatelem tenisových míčů pro londýnský grandslam Wimbledon.